# Siège de Smolensk (1654)
Pour les articles homonymes, voir Siège de Smolensk.
Guerre russo-polonaise (1654–1667)
Batailles
- Smolensk
- Chklow
- Szepielewicze
- Ochmatów
- Vilnius
- Horodok
- Ozerna
- Verkiai
- Miadzel
- Konotop
- Liakhavitchy
- Połonka
- Lioubar
- Słobodyszcze
- Bassia
- Tchoudniv
- Kuszliki
- Hloukhiv
- Stawiszcze

Le siège de Smolensk, qui se déroula de juin au 23 septembre 1654, est l'un des premiers grands événements de la guerre russo-polonaise qui opposa la république des Deux Nations au tsarat de Russie de 1654 à 1667.
Lorsque le soulèvement de Khmelnytsky éclate (entre 1648 et 1654 selon les sources), les Cosaques zaporogues recherchent le soutien du tsar Alexis Ier. Au début de l'été 1654, l'armée russe des princes Iakov Tcherkasski (ru), Nikita Odoïevski et Ivan Khovanski s'empare des forteresses de Bely et de Dorogobouj et assiège Smolensk.
Lituanienne depuis 1404, la ville est intégrée à la république des Deux Nations en 1569, à la suite de l'union de Lublin. Elle est administrée par le voïvode Filip Obuchowicz (pl), issu de la Szlachta polonaise. Celui-ci espère obtenir des renforts de l'armée de Janusz Radziwiłł, stationnée à Orcha. La situation empire lorsque Radziwiłł est battu à la bataille de Chklow le 12 août 1654.
En septembre, la garnison polonaise préfère se rendre et remet les armes et enseignes à l'armée russe avant de se replier sur le territoire de la république des Deux Nations.

## Sources
- (en) Cet article est partiellement ou en totalité issu de l’article de Wikipédia en anglais intitulé « Siege of Smolensk (1654) » (voir la liste des auteurs).

- (ru) Cet article est partiellement ou en totalité issu de l’article de Wikipédia en russe intitulé « Осада Смоленска (1654) » (voir la liste des auteurs).
- Histoire de Russie et des principales nations de l'Empire russe - Pierre-Charles Levesque - 1812